# سباق

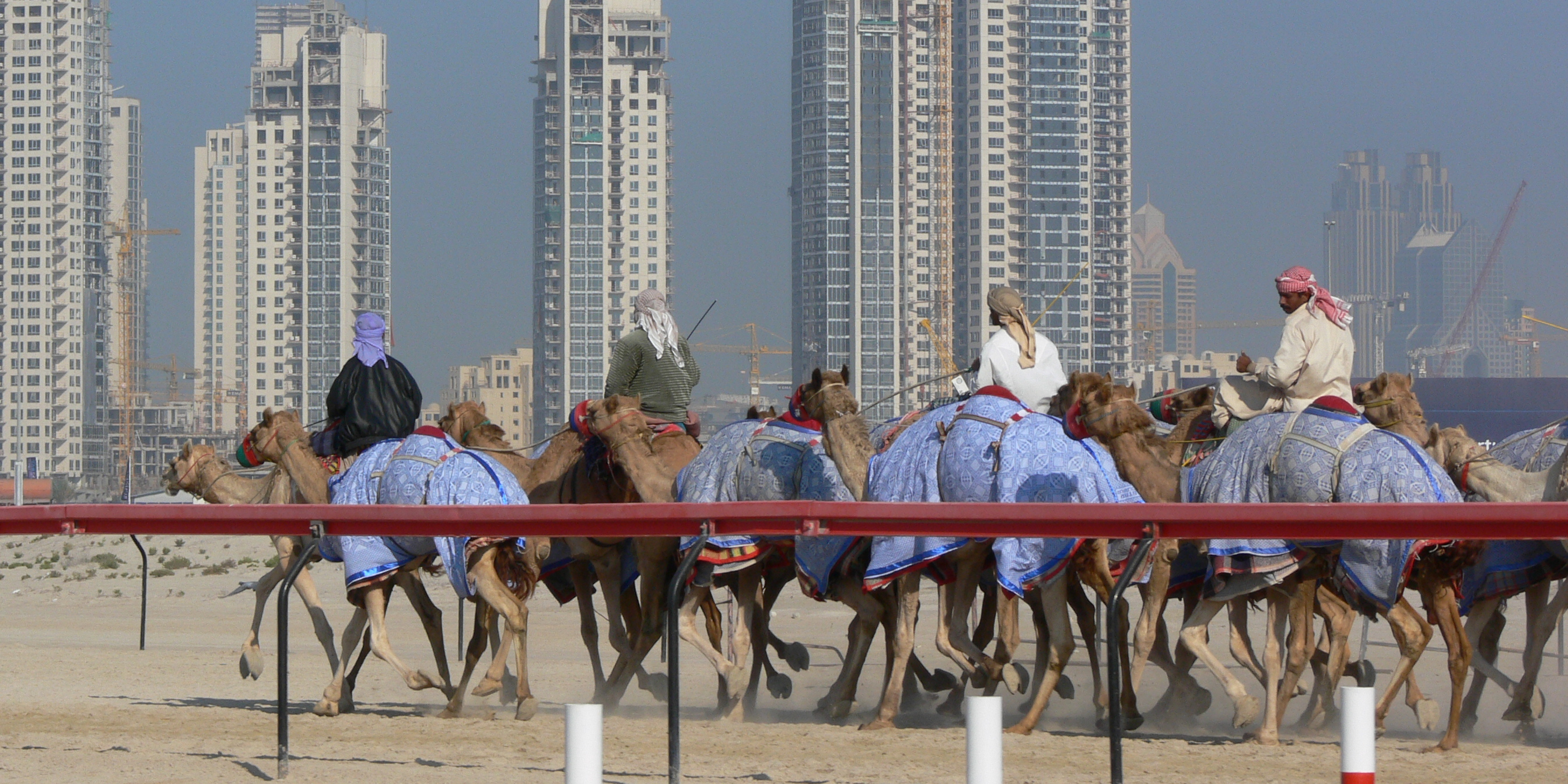
سباق الهجن في دبي

السباق في الرياضة عبارة عن منافسة في السرعة لمعرفة من هو الأسرع ضمن معيار موضوعي، وغالباً الزمن أو نقطة محددة متفق عليها بين المتسابقين. يحاول المتنافسون في السباق الانتهاء من إنجاز مهمة محددة في أقصر وقت.
يمكن أن يكون السباق مستمراً، أو أن يكون على شكل مراحل تتضمن تصفيات.

## أمثلة
- سباق الهجن
- سباق الخيل
- سباق الدراجات الهوائية
- سباق الدراجات النارية
- سباق السيارات

## معرض الصور

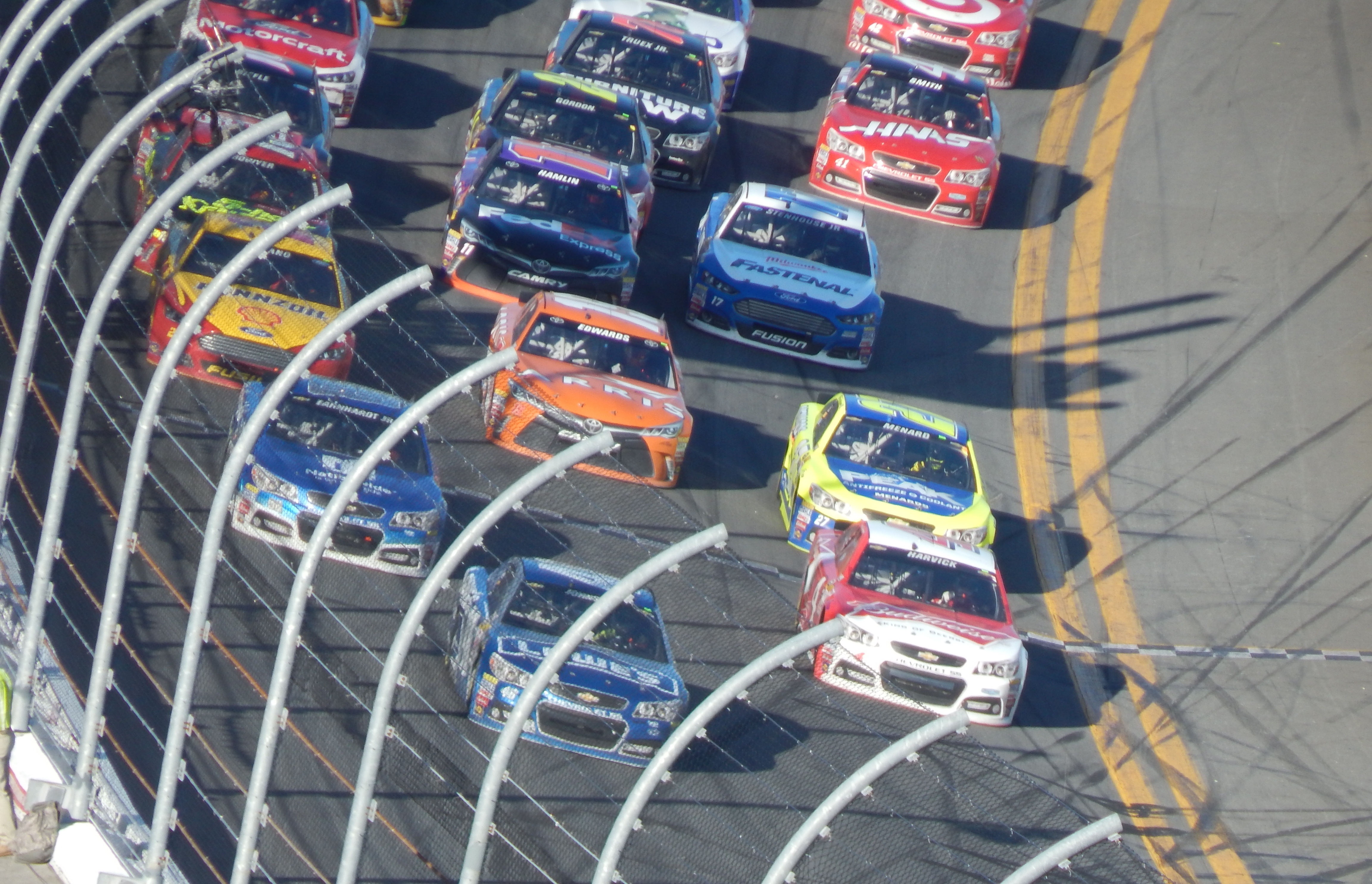
سباق سيارات
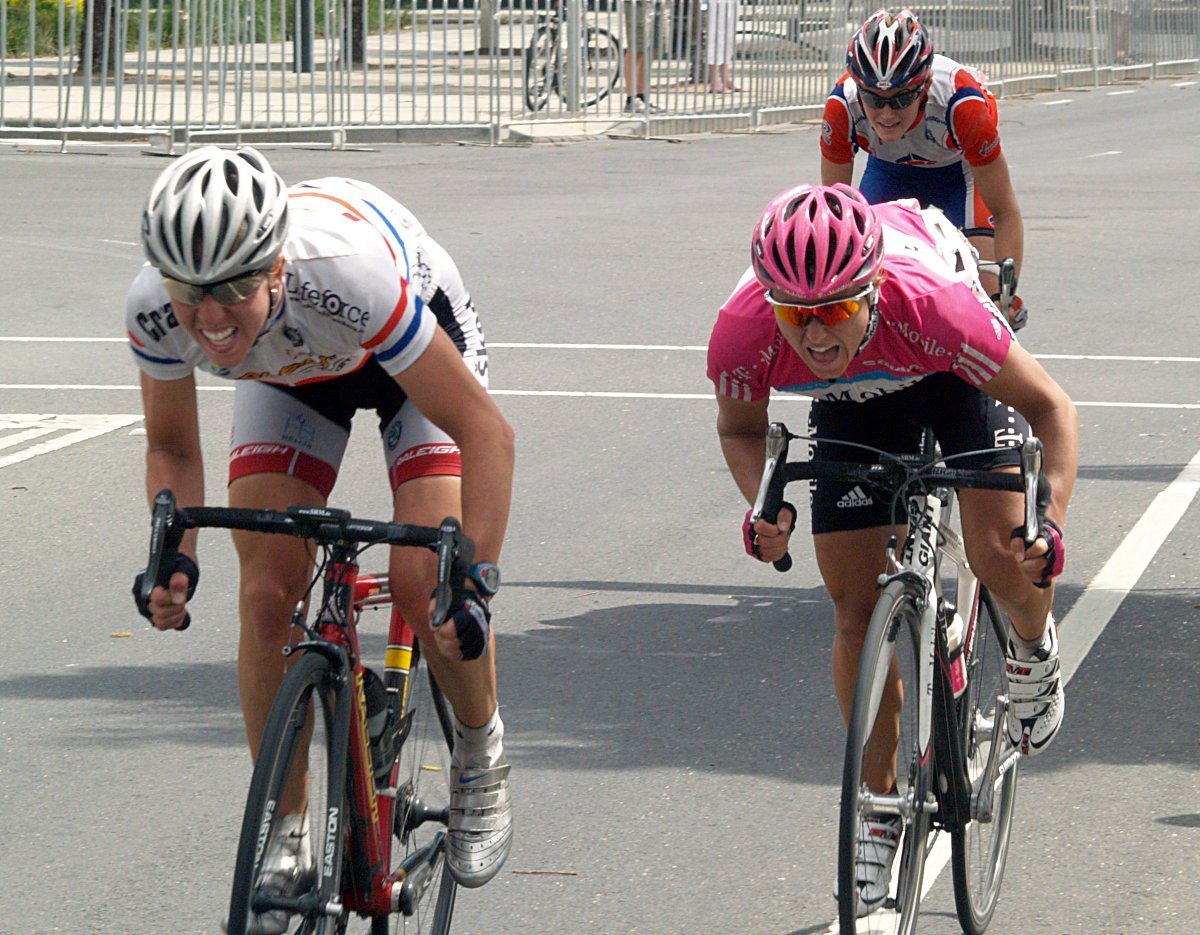
سباق دراجات هوائية
سباق خيل
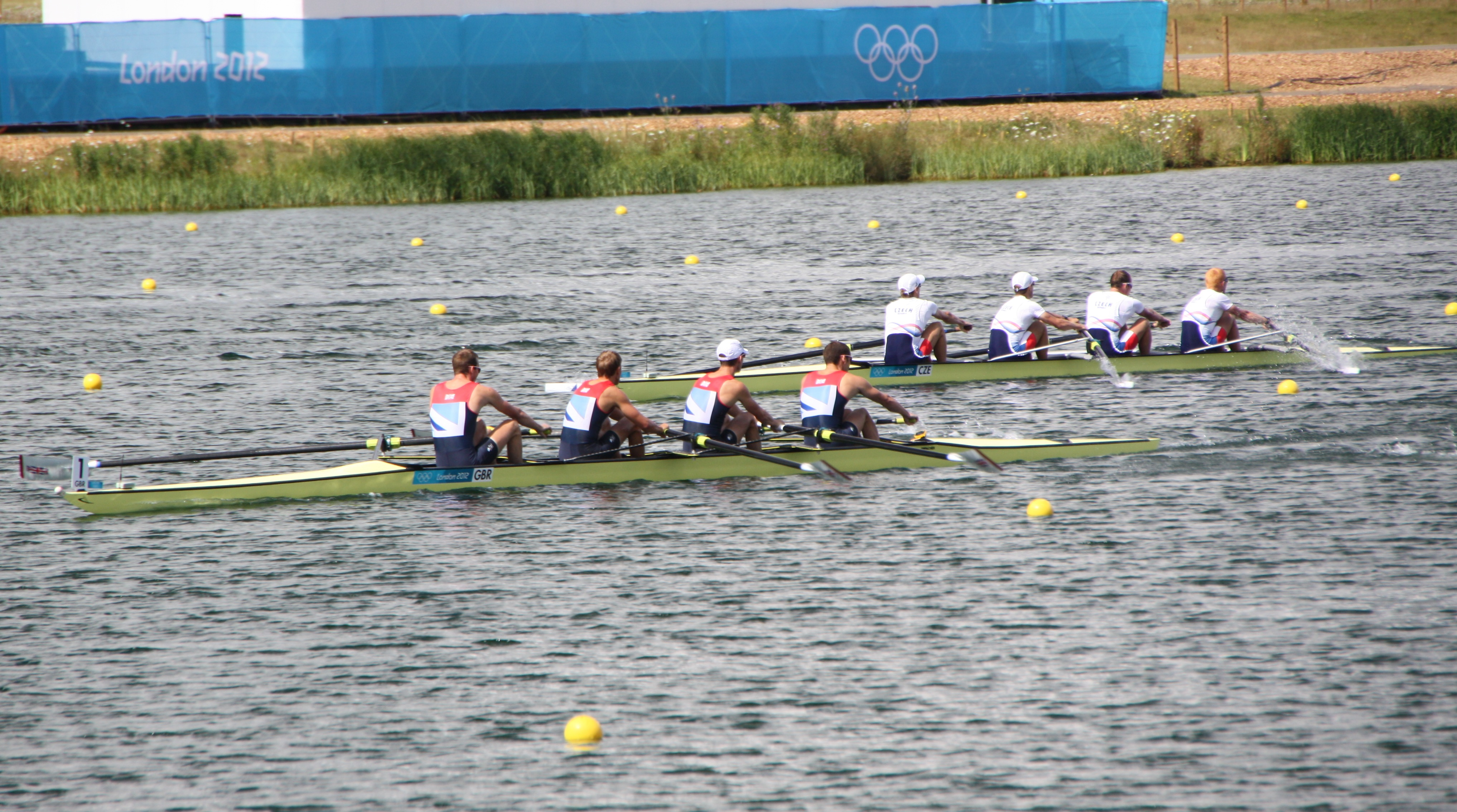
سباق زوارق

## اقرأ أيضاً
- رياضة